# ماکروسفالی
ماکروسِفالی یا بزرگ‌سری (به انگلیسی: Macrocephaly) اختلالی است که در آن سر به‌طور غیرطبیعی بزرگ است. ماکروسفالی می‌تواند بدخیم (دارای عوارض جانبی) یا خوشخیم باشد. این اختلال در اغلب اوقات یک خصوصیت ژنتیکی انتسابی است و می‌تواند در تمام اعضای یک خانواده دیده شود. افرادی که مبتلا به ماکروسفالی تشخیص داده می‌شوند، آزمایش‌های پزشکی را دریافت خواهند کرد تا احتمال بروز علائم و بیماری‌های مرتبط در آینده مانند سندرم‌ها و اختلالات شناختی مشخص گردد. ماکروسفالی پاتولوژیک ممکن است ناشی از ناهنجاری‌های آناتومیک مادرزادی، شرایط ژنتیکی یا رویدادهای محیطی باشد.

## علت بیماری
بسیاری از افراد مبتلا به ماکروسفالی دارایِ سرهای غیرعادی، سالم هستند؛ اما ماکروسفالی ممکن است همراه با اختلالات شناختی باشد. ماکروسفالی پاتولوژیک ممکن است به دلیل مگالنسفالی (بزرگ شدن مغز)، هیدروسفالی (افزایش غیرطبیعی مایع مغزی نخاعی)، هایپروستوز جمجمه (رشد بیش از حد استخوان) و سایر شرایط باشد. ماکروسفالی پاتولوژیک در صورتی که با هر آسیب‌های قابل توجهٔ دیگری همراه باشد گونه ای سندرم به‌شمار می‌آید، و در غیر این صورت «غیر سندرم» است. ماکروسفالی پاتولوژیک ممکن است ناشی از ناهنجاری‌های آناتومیک مادرزادی (مشکلاتی در حین تولد یا زمان شکل‌گیری جنین)، شرایط ژنتیکی یا رویدادهای محیطی باشد.
بسیاری از شرایط ژنتیکی مانند ماکروسفالی خانوادگی مربوط به ژن ADAM33، اوتیسم، جهش در ژن PTEN، سندرم کاودن، نوروفیبروماتوز نوع ۱ و اسکلروز توبروز، سندرم‌های رشد بیش از حد (مانند سندرم سوتوس)، سندرم ویور، سندرم سیمپسون-گلابی-بیمل (سندرم بولداگ) و سندرم ناهنجاری ماکروسفالی-مویرگی(M-CMTC) سندرم‌های عصبی-قلبی-پوستی مانند سندرم نونان، سندرم کاستلو، سندرم گورلین، سندرم X شکننده، لکودیستروفی‌ها (انحطاط ماده سفید مغز) مانند بیماری اسکندر، بیماری کاناوان و لکوآنسفالوپاتی مگالنسیفالیک با کیست‌های زیر قشری، گلوتاریک اسیدوری نوع یک و گلوتاریک اسیدوری نوع دو در ابتلا به ماکروسفالی مؤثر اند.
در یک انتهای طیف ژنتیکی، مشخص شده‌است که دوگانگی کروموزوم‌ها با اوتیسم و ماکروسفالی مرتبط است. در انتهای دیگر، حذف کروموزوم‌ها مربوط به اسکیزوفرنی و میکروسفالی است.
رویدادهای محیطی مرتبط با ماکروسفالی شامل عفونت، خونریزی داخل بطنی نوزادان (خونریزی در مغز نوزاد)، هماتوم ساب دورال (خونریزی در زیر لایه خارجی مغز)، افیوژن زیر دورال (جمع‌آوری مایع در زیر پوشش بیرونی مغز) و کیست‌های آراکنوئید است. (کیست در سطح مغز).
در تحقیقات، ارتفاع جمجمه یا تصویربرداری مغز ممکن است برای تعیین دقیق حجم داخل جمجمه استفاده شود تا عامل ابتلا به ماکروسفالی مشخص شود. (نوع ماکروسفالی تعیین شود)

## تشخیص بیماری
ماکروسفالی معمولاً در صورتی تشخیص داده می‌شود که دور سر بیش از انحراف استاندارد (SD) میانگین باشد. ماکروسفالی نسبی در صورتی رخ می‌دهد که اندازه دو سر اندکی بالاتر از میانگین باشد، اما زمانی که نژاد و قد در نظر گرفته شود به‌طور نامتناسب بالاتر از حد معمول باشد. تشخیص در رحم یا در ۱۸–۲۴ ماه پس از تولد، در مواردی که دور سر در نوزادان دیگر رشد نکند، صورت می‌پذیرد. برای تشخیص ابتلا نوزاد به ماکروسفالی و تعیین نوع آن (بدخیمی یا خوشخیمی) ابتدا اندازه دور سر کودک با «صدک ۹۷٫۵» کودکان، در آن جغرافیا، بررسی، سپس در صورت ابتلا نوزاد به ماکروسفالی وجود یا عدم وجود فشار در داخل جمجمه، و نیاز به عمل جراحی (برای از بین بردن فشار داخل جمجمه) بررسی می‌شود؛ زمانی که نیاز به جراحی فوری وجود ندارد، آزمایش‌های بیشتری انجام می‌شود تا نوع ماکروسفالی مشخص گردد (بدخیمی یا خوشخیمی).
تشخیص ماکروسفالی شامل مقایسه دور سر نوزاد با سایر نوزادان هم سن و نژاد است. در صورت بالا بودن احتمال ابتلا، آزمایش مولکولی ماکروسفالی برای تأیید تشخیص، استفاده می‌شود. علائم بر اساس علت ماکروسفالی در کودک متفاوت است و اگر کودک سندرم همراه دیگری داشته باشد از طریق آزمایش مولکولی مشخص می‌شود. تکامل عصبی برای همه موارد مشکوک به ماکروسفالی ارزیابی می‌شود تا نیاز به درمان، وجود سندرم‌های مرتبط دیگری و امکان شکل‌گیری سندرم در آینده مشخص گردد.
ماکروسفالی خوش‌خیم یا خانوادگی
ماکروسفالی خوش‌خیم می‌تواند بدون دلیل رخ دهد یا توسط یک یا هر دو والدین به ارث برسد. (که ماکروسفالی خوش‌خیم خانوادگی در نظر گرفته می‌شود) تشخیص ماکروسفالی خانوادگی با اندازه‌گیری دور سر هر دو والدین و مقایسه آن با کودک تعیین می‌شود. ماکروسفالی خوش‌خیم و خانوادگی با اختلالات عصبی مرتبط نیست. در حالی که ماکروسفالی خوش‌خیم و خانوادگی منجر به اختلالات عصبی نمی‌شود، ارزیابی وجود اختلالات عصبی همچنان صورت می‌پذیرد.
اگرچه طی مطالعات انجام گرفته اختلالات عصبی در اینگونه از ماکروسفالی رخ نمی‌دهد، اما می‌تواند علائم موقتی مانند تاخیر در رشد، صرع و هیپوتونی خفیف به همراه داشته باشد.

## درمان
در حال حاضر درمان مشخصی برای از بین بردن این عارضه وجود ندارد اما وابسته به سایر بیماری‌های کودک و میزان حجم مایع مغزی نخاعی، درمان متفاوت است. اگر ماکروسفالی خوش‌خیم باشد و نیازی به جراحی وجود ندارد اما اگر مایع اضافی بین فضاهای بطنی مغز یافت شود، نیاز حیاتی برای جراحی وجود دارد تا حجم مایع داخل جمجمه کاهش پیدا کند.